# Lobo Carrasco
Pour les articles homonymes, voir Carrasco et Lobo.
Francisco José Carrasco Hidalgo, surnommé Lobo, né le 6 mars 1959 à Alcoy, est un footballeur espagnol reconverti en entraîneur et consultant.

## Biographie
Francisco "Paco" Carrasco évoluait au poste d'ailier. Il a participé à la Coupe du monde 1986 avec l'équipe d'Espagne, sans toutefois disputer le moindre match. Il était présent à l'Euro 1980 et l'Euro 1984. Son équipe termina finaliste du Championnat d'Europe 1984.
En club, il a remporté la Coupe d'Europe des Vainqueurs de Coupe (C2) à 3 reprises avec le FC Barcelone, en 1979, 1982 et 1989 mais ne disputa pas la finale de cette dernière.
En 1989, il quitte le FC Barcelone pour jouer trois saisons avec le FC Sochaux.
En 2003, il devient le directeur sportif du CD Tenerife. Il reste à ce poste jusqu'en 2005.
Il entraîne la deuxième équipe de Málaga CF en 2006 et le Real Oviedo lors de la saison 2007-2008.

## Consultant sportif
Dans les années 2010, il est consultant pour le quotidien sportif Mundo Deportivo et la chaîne de télévision Intereconomía dans l'émission Punto Pelota.
En août 2013, Carrasco est recruté par Mediaset pour commenter les matchs sur les chaînes de cette compagnie. Il participe aussi à l'émission Tiki Taka sur la chaîne Cuatro.

## Carrière

### Joueur
- 1978-89 : FC Barcelone  Espagne
- 1989-92 : FC Sochaux-Montbéliard  France 78 matchs, 5 buts
- 1992 : UE Figueres  Espagne 5 matchs

### Entraîneur
- 2006 : Málaga B
- 2007-2008 : Real Oviedo  Espagne

### Directeur sportif
- 2003-2005 : CD Tenerife

## Palmarès

### En club
- Vainqueur de la Coupe d'Europe des Vainqueurs de Coupe en 1979, en 1982 et en 1989 avec le FC Barcelone
- Champion d'Espagne en 1985 avec le FC Barcelone
- Vainqueur de la Coupe d'Espagne en 1981, en 1983 et en 1988 avec le FC Barcelone
- Vainqueur de la Coupe de la Ligue d'Espagne en 1983 et en 1986 avec le FC Barcelone
- Finaliste de la Supercoupe d'Europe en 1979 et en 1982 avec le FC Barcelone
- Finaliste de la Coupe d'Europe des Clubs Champions en 1986 avec le FC Barcelone

### EnÉquipe d'Espagne
- 35 sélections et 5 buts entre 1979 et 1988
- Vice-champion d'Europe des Nations en 1984
- Participation au Championnat d'Europe des Nations en 1980 (Premier Tour) et en 1984 (Finaliste)
- Participation à la Coupe du monde en 1986 (1/4 de finaliste)